# Hrvatsko-turski odnosi
|                    |                  |
| Republika Hrvatska | Republika Turska |

Hrvatsko-turski odnosi predstavljaju političke, diplomatske, gospodarske i druge odnose između Republike Hrvatske i Republike Turske. Obje zemlje uspostavile su odnose 1991. godine, turskim priznanjem Hrvatske dok su diplomatski odnosi uspostavljeni 1992. Hrvatska ima veleposlanstvo u Ankari i konzularne predstavnike u Istanbulu i İzmiru, a Turska veleposlanstvo u Zagrebu.
Obje zemlje su članice Vijeća Europe, Svjetske trgovinske organizacije, NATO pakta, OSCE-a i Sredozemne Unije. Također, Hrvatska i Turska su 2005. godine započele pregovore kao potencijalni kandidati za članstvo u Europskoj uniji. Dok je Hrvatska njenom članicom postala 1. srpnja 2013., Turska je još u fazi pregovora.
Obje zemlje su danas aktivni politički partneri u nizu diplomatskih i političkih inicijativa u regiji. Primjerice, Hrvatska je aktivno uključena u potporu turskim institucijama da provedu planirane reforme. Ne samo putem razmjene korisnih informacija o hrvatskim iskustvima u pregovorima o pristupanju EU nego i kroz tehničku suradnju.

## Povijest
Međusobne poveznice Hrvatske i Turske proizlaze iz bogatog povijesnog nasljeđa koje je oslonjeno na činjenicu da su Hrvati i Turci stoljećima živjeli unutar dvaju velikih i susjednih, ali i suprotstavljenih imperija, odnosno Habsburškog i Osmanskog Carstva. Danas se te veze mogu prepoznati u bogatome leksiku hrvatskih riječi koje potječu iz turskoga jezika, te u folkloru, kulinarstvu pa čak i glazbi. Naime, tamburicu su Šokci, naseljeni u Hrvatskoj kao pribjeglice iz Bosne, derivirali iz turskoga glazbenoga instrumentarija.
Na otomanskom dvoru hrvatski jezik je neko vrijeme bio jedan od službenih jezika, a među značajnim ličnostima osmanske povijesti bilo je više Hrvata, među kojima se posebno ističe veliki vezir Rustem-paša (1500. – 1561.), zet sultana Sulejmana Veličanstvenoga, rodom iz Skradina. Bogate su i veze koje je s Osmanskim Carstvom izgradila Dubrovačka Republika, a u Istanbulu je stoljećima živjela mala, ali utjecajna zajednica dubrovačkih Hrvata. O toj zajednici je snimljen i dokumentarni film "Hrvati na Bosporu", Vjerana Kursara i Vesne Miović.

### Novija povijest
Osobni doprinos u približavanju ovih dviju zemalja dali su bivši predsjednici Franjo Tuđman i Süleyman Demirel. Riječ je o najdinamičnijim susretima i razgovorima, gotovo bez presedana na europskoj i svjetskoj političkoj sceni. Primjerice, zaustavljanje rata u BiH je rezultat takvih vrlo intenzivnih susreta.
U Zagrebu postoji i Hrvatsko-turska udruga prijateljstva koja je osnovana radi razvijanja, njegovanja i promicanja suradnje između hrvatskog i turskog naroda u poljima kulturnog, umjetničkog, gospodarskog i svakog drugog oblika društvenog djelovanja od obostranog interesa. Tu je i Hrvatsko-turski poslovni klub koji je osnovan 6. veljače 2013. s ciljem zagovaranja, promicanja i razvijanja hrvatsko-turske poslovne suradnje.

## Poslovna suradnja
Službena Ankara gleda Hrvatsku kao vrlo važnog geostrateškog partnera s kojim želi razviti sve oblike suradnje, počevši od političke, gospodarske, vojne, turističke i svake druge. Primjer tome su tvrtke poput Plive, Podravke, Končara i Kraša koje ostvaruju poslovnu suradnju s turskim tvrtkama.
Vanjsko-trgovinska razmjena između ovih dviju zemalja bilježi sve snažniji rast iz godine u godinu. Hrvatska je sve zanimljivija turskim investitorima, osobito u turizmu, a turski ulagači zainteresirani su i za energetiku, gradnju infrastrukture te zaštitu okoliša. Dosadašnja ulaganja turskih tvrtki uglavnom su usmjerena na turizam (hotelijerstvo i nautički turizam), a u tome prednjače Rixos Grupa i Doğuş Holding. Tu je i financijski sektor u kojem je istanbulski Eksen Holding kupio većinski udio u slavonskobrodskoj Brod banci koja je postala Kent Bank.

## Zanimljivosti
- Riječ Hrvat u Turskoj ima isto značenje iskrenog, provjerenog prijatelja.[3]
- Na području Hrvatske djeluju Hrvatsko-turska udruga prijateljstva, Hrvatsko-tursko društvo i Hrvatsko-turski poslovni klub.[6]
- Turski predsjednik Süleyman Demirel je odlikovan najvišim odlikovanjem Republike Hrvatske.